# تپه چپه جو
تپه چپه جو در شهرستان خرم‌آباد، بخش دوره چگنی، دهستان کشکان، ۳۰۰ متری شمال روستای کلهو واقع شده و این اثر در تاریخ ۲۲ اسفند ۱۳۸۵ با شمارهٔ ثبت ۱۸۱۵۹ به‌عنوان یکی از آثار ملی ایران به ثبت رسیده است.